# Angelo Angeli
Angelo Angeli, nascut a Tarcento di Udine el 20 d'agost de 1864 i traspassat a Florència l'1 de juny de 1931, fou un químic italià.

## Biografia
Estudià a la Universitat de Pàdua on conegué a Giacomo Luigi Ciamician, el qual l'elegí com el seu ajudant a la Universitat de Bolònia en el 1889 abans que acabàs els seus estudis, que els completà el 1891.
En el 1894 després d'un breu període a Mónaco anà a Baviera per a treballar en el laboratori d'Adolf von Baeyer. Ensenyà química farmacèutica primer a Palerm i després a Florència, on el 1915 substituí Ugo Schiff a la seva càtedra i després aconseguí la nova càtedra de química orgànica creada expressament per a ell. Tenia un caràcter molt tímid, la qual cosa li dificultava la relació amb els estudiants i no parlà mai en públic ni assistí a cap congrés.
Fou membre de l'Accademia dei Lincei i membre honorari de la Societat química alemanya. Fou nomenat nou vegades pel premi Nobel de química sense aconseguir-lo. Els seus alumnes més destacats foren Livio Cambi i A. Raoul Poggi.

## Obra
Durant els quaranta anys que es dedicà a la recerca fou l'autor de 220 publicacions. Les seves investigacions se centraren en els productes naturals. Realitzà recerques per relacionar l'estructura amb la reactivitat dels compostos, especialment dels que contenien nitrogen. En el 1891 estudià l'acció de l'àcid nítric i de l'àcid nitrós sobre les substàncies orgàniques. Dues reaccions de química orgànica duen el seu nom:
- La reacció d'Angeli pel reconeixement d'aldehids.
- La reacció d'Angeli-Rimini, corresponent a la reacció d'un aldehid amb la N-hidroxibenzensulfonamida en presència d'una base produint un àcid hidroxàmic i àcid sulfínic.[1][2]